# Morsure de serpent
 Mise en garde médicale
Une morsure de serpent est une blessure occasionnée par un serpent, résultant généralement de la pénétration des crochets de cet animal dans le corps, pouvant s'ensuivre d'une envenimation.
Bien que la majorité des espèces de serpents ne soient pas venimeuses, on trouve des espèces de serpents venimeux sur tous les continents à l'exception de l'Antarctique. Les serpents mordent principalement pour chasser et attraper leurs proies, généralement des animaux de petite taille, mais ils peuvent aussi mordre pour se défendre. Les morsures sur l'homme sont presque exclusivement des morsures défensives, les serpents prenant l'homme pour un prédateur potentiel.
En cas de morsure, il est souvent difficile d'identifier si l'espèce impliquée était venimeuse ou non, et des précautions médicales doivent être prises. Les conséquences d'une morsure de serpent dépendent de différents facteurs comme l'espèce de serpent impliquée, la région du corps touchée, la quantité de venin injectée et l'état de santé de la personne touchée. Les morsures sont souvent suivies de crises de panique qui peuvent causer des symptômes caractéristiques comme de la tachycardie et des nausées. Les morsures de serpents non-venimeux peuvent également causer des blessures, liées aux plaies causées par les dents de l'animal, ou d'une infection en découlant. Une morsure peut également causer une réaction anaphylactique, pouvant être mortelle. Les recommandations concernant les premiers soins en cas de blessure diffèrent suivant les régions et les serpents que l'on y rencontre, car des traitements efficaces pour soigner les morsures de certaines espèces peuvent se révéler inefficaces pour d'autres.
Le nombre de morts causées par des morsures de serpents varie énormément selon les régions du monde. Ainsi, les morts sont très rares en Australie, en Europe et en Amérique du Nord, alors que les morsures constituent un problème de santé publique dans diverses autres régions du monde, avec des morbidités et mortalités associées très élevées. C'est notamment le cas en Asie du Sud et du Sud-Est, et en Afrique subsaharienne, régions où l'on compte le plus de morsures. Le néotropique et les autres régions équatoriales ou subtropicales sont également concernés. Chaque année plus de 100 000 personnes meurent à la suite de morsures de serpents et autant souffrent d'une invalidité permanente, mais le risque de morsure peut être limité grâce à certaines mesures préventives, par exemple en portant des chaussures adéquates et en évitant les zones à risque.
Les envenimation par morsure de serpent ou par jet de venin de serpent dans les yeux sont considérées par l'Organisation mondiale de la santé (OMS) comme une des 20 maladies tropicales négligées.

## Signes et symptômes

Les symptômes les plus courants d'une envenimation quelconque,. Toutefois, les symptômes varient beaucoup suivant le type de serpent qui a causé la morsure.

À la suite d'une morsure, on observe généralement chez la victime un état de panique et une instabilité émotionnelle qui peuvent causer des nausées, des vomissements, des vertiges, de la diarrhée, des évanouissements, de la tachycardie et des frissonnements,. La télévision, la littérature et le folklore sont en partie responsable du battage qui suit souvent une morsure, et la victime peut penser même inconsciemment à une mort imminente. Bien que ces effets soient d'origine psychologique et non directement dus au venin, ce stress important peut aggraver la situation.
Les morsures sèches (sans injection de venin), ainsi que celles causées par les espèces non-venimeuses, peuvent quand même parfois causer des blessures graves, pour plusieurs raisons. Tout d'abord une morsure qui n'est pas traitée correctement peut s'infecter, comme c'est souvent le cas pour les morsures de vipéridés qui sont souvent très profondes. Par ailleurs la morsure peut dans de rares cas causer un choc anaphylactique chez certaines personnes, et la salive du serpent peut contenir des pathogènes dangereux comme Clostridium tetani. Ainsi, une morsure considérée comme inoffensive et négligée peut parfois tuer la victime.
La plupart des morsures, par un serpent venimeux ou non, ont des effets locaux. On observe ainsi une douleur et une rougeur dans 90 % des cas, bien que cela dépende de l'endroit du corps touché. Les morsures de vipéridés et de certains cobras peuvent être très douloureuses, avec un œdème important des tissus touchés dans les cinq minutes qui suivent. La zone touchée peut également saigner et se cloquer, se nécroser parfois. D'autres symptômes liés aux morsures de crotales et de vipéridés sont la léthargie, le saignement, un affaiblissement de la victime, des nausées et des vomissements,. Certains symptômes mettent plus en danger la vie de l'individu mordu qui peut développer de l'hypotension, de la tachypnée, une importante tachycardie, une grave hémorragie interne, ou des problèmes aux reins et aux poumons,
Le venin des élapidés, comme celui des serpents marins, des bongares, des najas, du cobra royal et des mambas, et celui de plusieurs espèces australiennes, contiennent des neurotoxines qui ont pour effet de bloquer le système nerveux,,. La personne touchée peut donc avoir des problèmes de vue, comme une vision troublée. Une paresthésie affectant tout le corps et des difficultés à respirer et à parler ont aussi été rapportées. Le dysfonctionnement du système nerveux peut provoquer une multitude d'autres symptômes les plus divers, qui ne peuvent être tous listés. Si la victime n'est pas prise en charge rapidement, elle risque de mourir d'insuffisance respiratoire, parfois rapidement. En revanche la rémission se fait avec peu ou pas de séquelles si les soins par l'administration d’anti-venins sont parvenus à sauver la victime (ou en cas de guérison spontanée si la dose de neurotoxine est peu importante), contrairement aux venins cytotoxiques comme celui des vipéridés.
Le venin de presque tous les vipéridés notamment, mais aussi de certains cobras et certains élapidés d'Australie, et de certains serpents de mer, contient des substances cytotoxiques : il cause la mort des cellules et donc la nécrose des tissus, comme les tissus musculaires. Les tissus musculaires peuvent mourir à travers le corps, un phénomène connu sous le nom de rhabdomyolyse. Le rhabdomyolyse peut déboucher sur des problèmes aux reins liés à une accumulation de myoglobine dans les canaux rénaux. Ceci, en plus de l'hypotension, peut conduire à une insuffisance rénale aiguë, et à la mort si elle n'est pas soignée. Ce type de venin laisse souvent des séquelles après rémission des patients, allant de simples cicatrices à des amputations importantes ou des handicaps. Les envenimations par les vipéridés et certains élapidés d'Australie causent aussi une coagulopathie, dans certains cas si importante que la victime peut saigner spontanément de la bouche, du nez, ou même de vieilles blessures qui semblaient guéries. Les organes internes peuvent également saigner, dont le cerveau et les intestins, et provoquer des ecchymoses sur le corps de la victime.
Paradoxalement, les morsures causées par le crotale de Mojave, les bongares, les serpents corail et le crotale moucheté ne causent pratiquement aucune douleur, alors qu'elles causent de graves blessures. Certaines victimes déclarent percevoir un goût « de gomme », « de menthe » ou « métallique » après avoir été mordues par certaines espèces de serpent à sonnette.
Les cobras cracheurs comme le rinkhal peuvent cracher leur venin dans les yeux des personnes qui les approchent de trop près. Il en résulte une douleur immédiate, une ophtalmoplégie, voire la cécité si le venin n'est pas rincé,.

## Circonstances et prévention

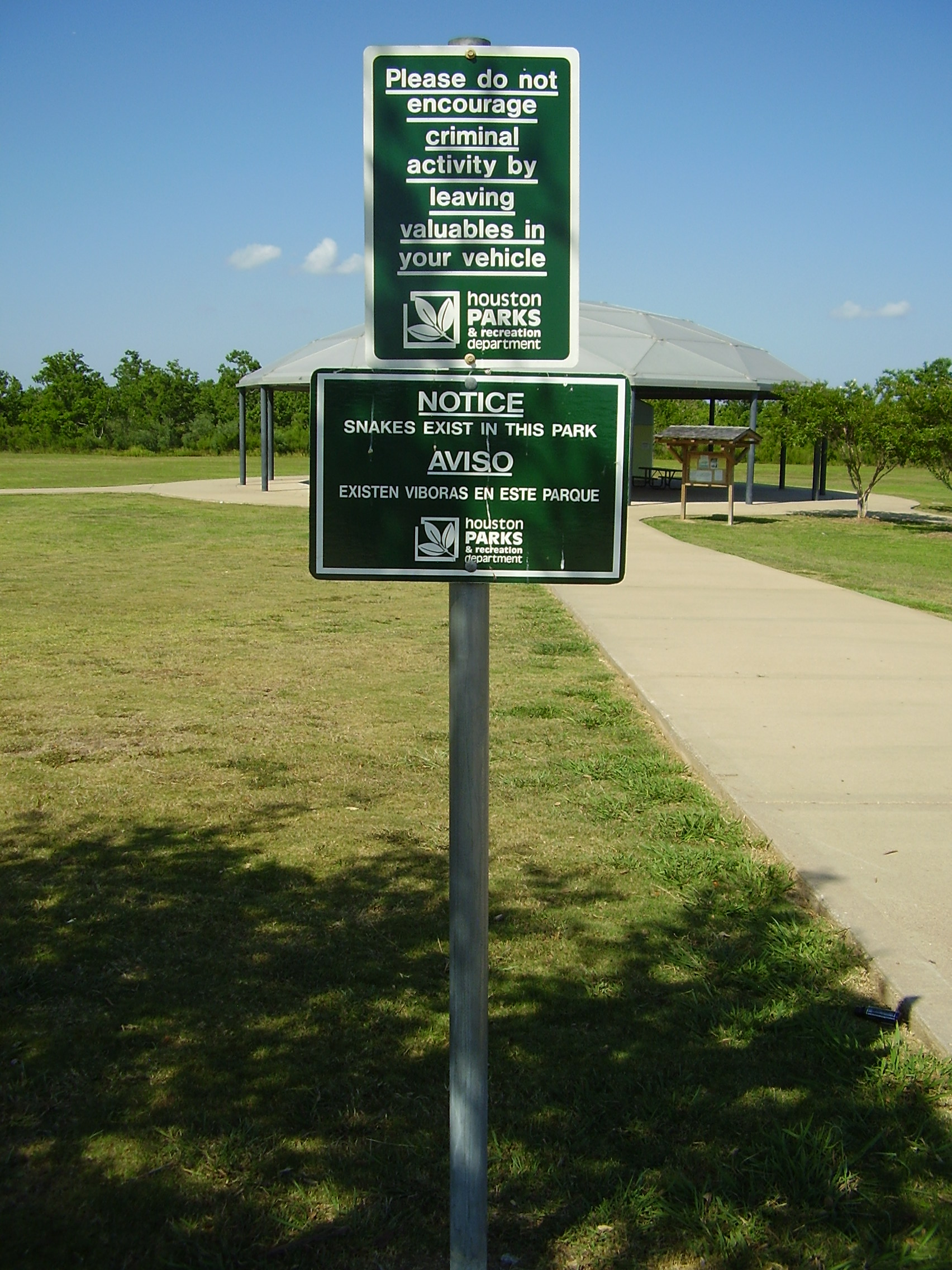
Panneau au Sylvan Rodriguez Park à Houston, dans le Texas prévenant de la présence de serpents.

Les serpents utilisent la morsure pour attraper leurs proies qui sont le plus souvent des animaux de petite taille (rongeurs, reptiles, oiseaux, grenouilles, poissons, etc). Mais ils peuvent aussi mordre pour se défendre contre des prédateurs. Lorsqu'ils sont acculés, agressés ou surpris, la plupart des serpents venimeux (mais aussi beaucoup de serpents non venimeux) tentent de mordre par instinct de défense s'ils n'ont pas la possibilité ou le temps de fuir. La plupart des serpents, même les plus venimeux, sont craintifs et préfèrent toujours fuir ou se cacher devant le danger plutôt que de mordre. Ils n'attaquent presque jamais spontanément l'homme. Les morsures surviennent habituellement lors de rencontres rapprochées accidentelles (par exemple si on leur marche dessus, passe trop prés d'eux, les bouscule ou si l'on introduit une main dans leur cachette) ou lors de manipulations de ces animaux.
Une rencontre avec un serpent est toujours considérée comme dangereuse et il est conseillé d'éviter la proximité de cet animal. Il n'est en effet pas facile d'identifier au premier coup d'œil s'il s'agit d'une espèce inoffensive ou non.
Les serpents sont susceptibles de s'approcher des secteurs résidentiels, attirés par des proies comme certains rongeurs. La lutte contre ces derniers peut donc éloigner les serpents des lieux de vie. Il est prudent de connaître les espèces de serpents courantes dans les lieux où l'on est ou où l'on séjourne dans la nature. L'Afrique, l'Australie et le sud de l'Asie abritent de nombreuses espèces de serpents particulièrement dangereuses. Être au courant de la présence de serpents et pouvoir éviter les zones à risque est donc recommandé.
L'utilisation de chaussures pour marcher en extérieur permet de réduire les risques de morsure de serpent.
L'amélioration de l'habitat pour empêcher aux serpents d'y pénétrer ou d'entrer en contact avec l'homme, notamment l'utilisation de lits surélevés et non sur le sol, ainsi que l'utilisation de moustiquaires, est recommandé par l'OMS pour éviter les morsures de serpents.
L'OMS recommande aussi de couper l'herbe près des chemins, des habitations et là où les enfants jouent pour empêcher les serpents de s'y cacher.
Dans la nature, faire beaucoup de bruit pour créer des vibrations dans le sol peut faire fuir les serpents[réf. nécessaire]. Toutefois, cela ne s'applique pas partout, puisque certaines espèces plus agressives comme le cobra royal et le mamba noir défendent leur territoire. Quand on se retrouve face à un serpent, il est plutôt conseillé d'être silencieux et de ne pas bouger[réf. nécessaire]. Si le serpent ne s'enfuit pas, il vaut mieux quitter les lieux précautionneusement et lentement.
Les serpents fuient également les lumières trop violentes comme les feux de camp. Ils peuvent être par contre inhabituellement actifs les nuits douces avec des températures dépassant les 21 °C. Il est conseillé de ne pas mettre imprudemment les mains dans un tas de bois, sous un rocher ou dans d'autres abris possibles pour serpents. Quand on fait de l'escalade, il n'est pas conseillé de saisir des crevasses sans les avoir préalablement examinées.
Les propriétaires d'animaux domestiques ou de serpents doivent savoir qu'un serpent peut causer des blessures et qu'il est toujours nécessaire de faire attention. Aux États-Unis, plus de 40 % des victimes de morsures de serpents l'ont été en manipulant sans précaution leur serpent domestique, ou en tentant de capturer des serpents sauvages, et 40 % de ce nombre avait une alcoolémie supérieure à 0,1 %.
Il faut également faire attention aux serpents qui semblent être morts, car certaines espèces peuvent se mettre sur le dos, la langue pendant hors de la bouche, feignant la mort pour éviter une menace. Par ailleurs, la tête coupée d'un serpent peut mordre par réflexe et causer des blessures aussi graves qu'un serpent vivant,. Les serpents morts sont également incapables de réguler la quantité de venin injectée, et celle-ci peut être plus importante.

### Morsure
L'envenimation par un serpent dépend de sa volonté, et tous les serpents venimeux sont capables de mordre sans injecter de venin. Ces morsures, appelées morsures sèches ou morsures blanches, permettent aux serpents d'économiser leur venin plutôt que de le passer dans un animal de toute façon trop grand pour qu'ils puissent le manger. Toutefois, le pourcentage de morsures sèches est variable suivant l'espèce, allant de 50 % des morsures pour le timide serpent corail tandis que seulement 25 % des morsures perpétrées par les crotales sont sèches. Certains genres de serpents comme les serpents à sonnettes augmentent très fortement la quantité de venin délivrée dans les morsures défensives par rapport aux morsures de chasse.
Certaines morsures sèches peuvent également résulter d'un mauvais timing du serpent, qui relâche son venin avant que ses crochets ne soient plantés dans la chair de sa victime. Même sans venin, certains serpents, notamment ceux de la famille des Boidae et des Pythonidae, peuvent délivrer des morsures relativement graves. Les grands spécimens causent en effet d'importantes plaies, liées au fait que la victime tente de s'échapper. La chair est alors tranchée par les dents, incurvées vers l'arrière et bien plantées dans le corps de la victime. Bien qu'ayant moins de risque d'entraîner la mort qu'une morsure venimeuse, ces morsures peuvent causer des infections si elles ne sont pas soignées correctement.
Tandis que la plupart des serpents doivent ouvrir leur bouche pour mordre, certains serpents d'Afrique et du Moyen-Orient appartenant à la famille des Atractaspididae sont capables de faire sortir leurs crochets sur les côtés de leur tête sans ouvrir la gueule.

### Venin de serpent
On pense que la fabrication et les méthodes de délivrance du venin sont apparues chez les serpents au cours du Miocène. Au milieu du Tertiaire, les serpents étaient de grands prédateurs appartenant à la superfamille des Henophidia, qui chassaient embusqués et tuaient leurs proies par constriction. Lorsque les prairies ont commencé à remplacer les forêts dans différents endroits du monde, certaines familles de serpents se sont adaptées en devenant plus petites et donc plus agiles. Toutefois, il était plus difficile pour ces petits serpents de tuer une proie, et c'est à ce moment qu'est apparu le venin dans leur évolution. D'autres recherches sur les Toxicofera, un hypothétique clade qui pourrait être à l'origine de la plupart des reptiles encore vivants, suggèrent que l'apparition du venin de serpent dans l'évolution pourrait dater de dizaines de millions d'années avant notre ère, au cours du Crétacé supérieur.
Le venin des serpents est produit par les glandes parotides, qui sécrètent généralement la salive chez les autres animaux. Le venin est stocké dans des structures appelées alveoli situées derrière les yeux de l'animal, et peut être éjecté par l'intermédiaire des crochets. Le venin est composé de centaines de milliers de protéines et d'enzymes différentes, ayant toutes des propriétés bien particulières, certaines pouvant bloquer le système cardiaque de la proie, d'autres augmenter la perméabilité des tissus et ainsi faciliter l'entrée du venin dans l'organisme.
Le venin de divers serpents, comme les crotales, affectent l'ensemble des organes du corps humain, et peuvent être composés de plusieurs toxines différentes, dont des cytotoxines, hemotoxines, neurotoxines, et myotoxines, pouvant causer des symptômes très divers,. On pensait autrefois que le venin d'un serpent ne pouvait comporter qu'un type de toxicité, et être par exemple soit hémotoxique soit neurotoxique, et cette croyance erronée demeure persistante du fait que la littérature mise à jour reste peu répandue. On observe par ailleurs que le venin des serpents d'Asie et d'Amérique est assez bien étudiée, quand on connait assez mal celui des serpents australiens.
La puissance du venin diffère fortement entre les espèces et encore plus suivant les familles, comme on a pu s'en rendre compte en mesurant les DL50 chez la souris. La DL50 peut varier d'un facteur de plus de 140 au sein des élapidés, plus de 100 fois parmi les vipéridés. La quantité de venin produite diffère également suivant les espèces ; la vipère du Gabon peut notamment délivrer 450 à 600 milligrammes de venin en une seule morsure, ce qui constitue un record. Les colubridés opisthoglyphes ont un venin qui peut être mortel (comme chez le boomslang) comme à peine remarquable (comme chez Tantilla).

## Traitement
Il n'est pas facile de déterminer la dangerosité d'une blessure, qui dépend de l'espèce de serpent mais également de la victime. Ainsi une morsure de mocassin à tête cuivrée sur la cheville est une blessure d'importance modérée pour un adulte en bonne santé, mais peut être mortelle si elle est portée sur l'abdomen ou la figure d'un enfant. La gravité des morsures de serpents dépend donc d'une multitude de facteurs : de la taille, la condition physique et la température du serpent, de l'âge et de la condition physique de la victime, de la zone mordue (par exemple pied, torse, veine ou muscle), de la quantité de venin injectée, de la rapidité de la prise en charge de la blessure et de la qualité des soins apportés,.

### Identification du serpent

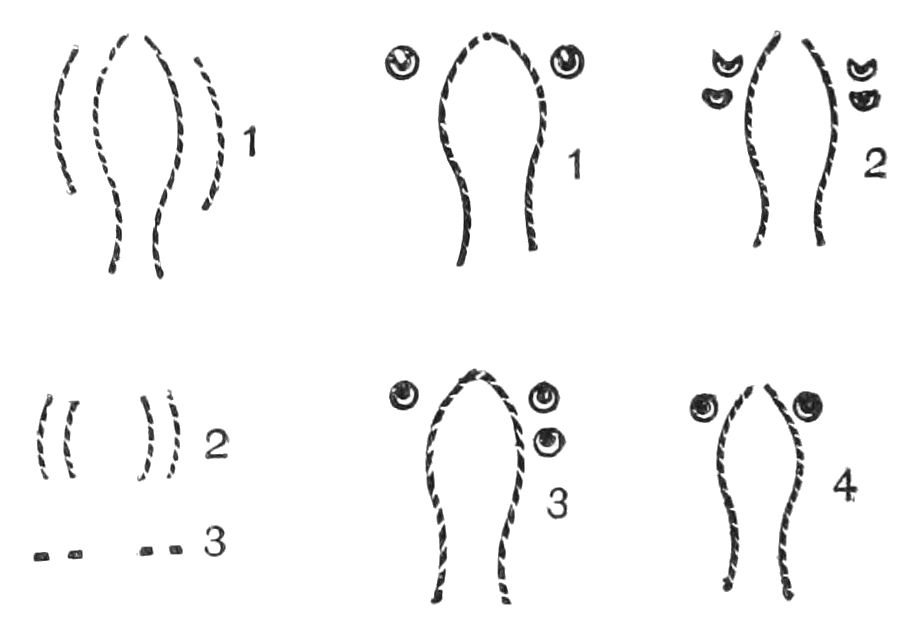
Schéma de traces de morsures : à gauche, deux morsures par des serpents sans crochets, à droite, quatre morsures aux traces de crochets visibles.

L'identification de l'espèce de serpent concernée est importante pour traiter une morsure, mais n'est pas toujours possible et des précautions médicales doivent avant tout être prises,. Dans l'idéal il faudrait apporter le serpent mort avec la victime dans un centre de soins, mais dans certaines zones où les morsures sont courantes on peut s'appuyer sur les connaissances des gens. Par ailleurs on dispose au moins dans certains pays d'antivenins polyvalents et l'identification du serpent n'est donc pas une priorité.
Les trois types de serpents venimeux qui causent la majorité des morsures sont les vipéridés, les bongares et les cobras. Savoir quelles espèces vivent à quel endroit peut être crucial, tout comme savoir les symptômes liés à chacune de ces morsures. Des systèmes de notation ont été établis pour identifier le type de morsure suivant des aspects cliniques, mais ces systèmes sont très spécifiques à une zone géographique donnée.

### Premiers soins
L'attitude à avoir est donc sujette à controverse.
Les premiers soins à apporter varient suivant le type de venin. Certains n'ont que très peu d'effets locaux mais sont mortels du fait de leurs effets systémiques. Dans ce cas, il est important de limiter la propagation du venin en faisant pression sur la plaie. D'autres venins au contraire causent d'importants dommages aux tissus de la zone mordue, et une immobilisation par pression risque d'amplifier les dégâts causés, mais permet de limiter tout de même l'aire touchée.
Toutefois, la plupart des guides traitant des premiers soins en cas de morsures sont d'accord sur quelques points :
1. Protéger la personne d'autres morsures. S'il est parfois intéressant de connaître l'espèce incriminée dans certaines zones géographiques, risquer de se faire mordre ou reporter la prodigation des premiers soins pour essayer de capturer ou de tuer le serpent n'est pas recommandé.
2. Calmer la personne. Le stress accroît la circulation sanguine et donc la dispersion du venin dans l'organisme ou l'éventuelle hémorragie. Par ailleurs la panique ne permet pas d'avoir un bon jugement sur la situation.
3. Appeler de l'aide pour assurer un transport rapide vers les urgences de l'hôpital le plus proche, où un antivenin contre les serpents courants dans la région est souvent disponible.
4. Positionner la personne en s'assurant que la partie mordue est en position fonctionnelle et qu'elle soit située plus bas que le niveau du cœur, afin de limiter le volume de sang retournant au cœur et se dirigeant vers les autres organes du corps.
5. Ne rien donner à manger ou à boire à la victime. L'absorption d'alcool est particulièrement préjudiciable puisque celui-ci est un vasodilatateur qui accélère l'absorption du venin. Il ne faut administrer ni de stimulants, ni d'analgésiques, sauf sur conseil d'un professionnel de la santé.
6. Retirer tous les objets ou vêtements pouvant contraindre le membre blessé (bague, bracelet, montre, chaussure)
7. Garder la victime aussi immobile que possible.
8. Ne pas inciser le site mordu.

Diverses organisations comme l'Association médicale américaine et la Croix-Rouge américaine recommandent de laver la blessure avec du savon et de l'eau, alors que ceci est déconseillé en Australie : des traces de venin laissées sur la peau ou sur les bandages peuvent contribuer à identifier l'espèce de serpent concernée, combinées avec un kit d'identification de morsure de serpent, et permet de déterminer plus rapidement quel antivenin administrer.

### Immobilisation par pression

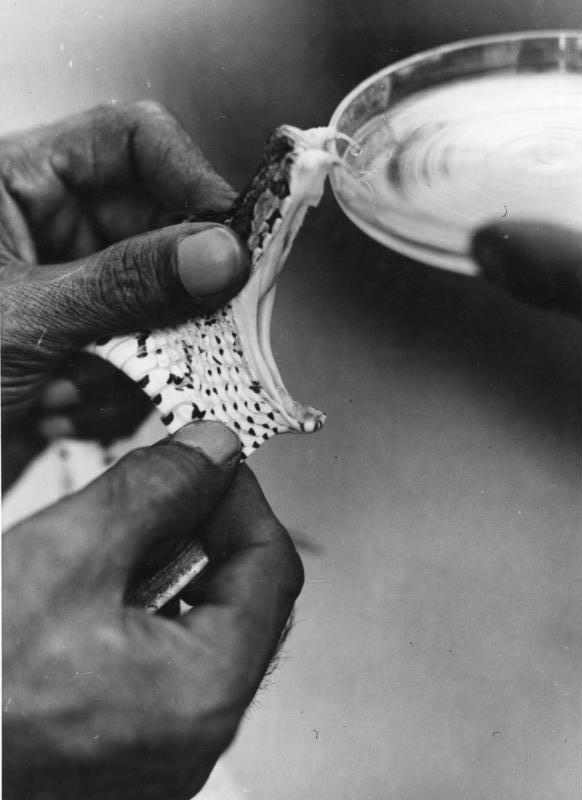
Une vipère de Russell dont on récupère le venin. Les laboratoires utilisent le venin pour produire de l'antivenin, qui est parfois le seul traitement efficace contre des morsures pouvant être mortelles.

En 1979, le National Health and Medical Research Council d'Australie adopte formellement la pression sur la plaie comme la méthode de premier secours à privilégier en cas de morsure. En 2009, les preuves cliniques de l'efficacité de cette méthode restent maigres. Celle-ci se fonde presque exclusivement sur des cas anecdotiques, et la plupart des autorités internationales en la matière se questionnent donc sur son efficacité. Malgré cela, toutes les organisations de premiers secours australiennes continuent à recommander de faire pression sur la plaie, même si tous les particuliers n'y adhérent pas et que seul un tiers des morsures sont traitées de la sorte.
Cette méthode est notamment déconseillée pour les morsures aux venins cytotoxiques comme celles des vipéridés,,, mais peut être efficace contre celles aux venins neurotoxiques, comme ceux de la plupart des élapidés,,. Développée par le chercheur en médecine Struan Sutherland en 1978, le but de la pression est de contenir le venin dans le membre mordu, et l'empêcher d'atteindre le système lymphatique et les organes vitaux. Cette thérapie se décline en deux points, la pression pour empêcher le drainage lymphatique, et l'immobilisation du membre touché pour éviter le phénomène de pompage par la contraction des muscles squelettiques.
On utilise généralement un bandage élastique pour faire pression, mais en cas d'urgence n'importe quel vêtement peut faire l'affaire. Le bandage doit commencer quelques centimètres au-dessus de la blessure (entre la morsure et le cœur), l'enroulant progressivement autour du membre en se rapprochant du cœur, puis en faisant de même de l'autre côté de la blessure et l'enroulant autour du pied ou de la main. Le membre doit être ensuite tenu immobile, si possible dans une attelle, et il ne faut pas s'en servir. Le bandage doit être aussi serré que pour une entorse à la cheville. Il ne doit pas couper la circulation, ni trop la réduire ; si le membre s'engourdit, il est indiqué de le défaire et un bandage inconfortable peut inconsciemment faire plier la jambe à la victime, rendant le bandage inutile. L'emplacement de la blessure doit être bien indiqué à l'extérieur du bandage. Certains œdèmes périphériques découlent de cette pratique.
La méthode doit être appliquée le plus tôt possible pour qu'elle soit efficace. Une fois le bandage réalisé, il ne doit pas être retiré avant l'intervention d'un professionnel de la santé. Il peut se montrer parfois suffisamment efficace pour qu'aucun symptôme ne soit visible dans les 24 heures après la morsure, donnant l'illusion d'une morsure sèche. Mais il ne fait que reporter le problème dans le temps, et, une fois le bandage retiré, le venin va se propager dans l'organisme.

### Sérum antivenin
Avant la découverte des sérums antivenins, les morsures de certaines espèces de serpents étaient presque à chaque fois fatales. Malgré d'importantes avancées dans les traitements d'urgence, l'antivenin est souvent le seul traitement efficace contre une envenimation. Le premier antivenin a été créé en 1895 par le médecin français Albert Calmette pour traiter la morsure du cobra indien. On fabrique un antivenin en injectant une faible quantité de venin dans un animal (généralement un cheval ou un agneau) pour créer une réponse immunitaire. Les anticorps qui résultent de cette réaction sont ensuite collectés dans le sang de l'animal.
Un antivenin est injecté par voie intraveineuse, et agit en neutralisant les enzymes du venin. Il ne peut pas toutefois réparer les dommages déjà causés dans l'organisme, et doit donc être injecté le plus tôt possible. Les antivenins modernes sont polyvalents, et un même produit agit contre le venin de nombreuses espèces de serpents. Les industries pharmaceutiques qui produisent les antivenins travaillent généralement sur les espèces présentes dans une aire géographique donnée. Certaines personnes peuvent développer des réactions violentes aux antivenins, comme des chocs anaphylactiques, mais dans des situations d'urgence il est tout de même vivement conseillé de recourir à ce traitement.
Les morsures de serpents ont longtemps été négligées par les politiques de santé publique. « Les intoxications par venin surviennent dans les pays pauvres, à plus de 95 % auprès de populations rurales. Et ce n'est pas chez eux que se prennent les grandes décisions pharmaceutique et thérapeutique », note le chercheur Jean-Philippe Chippaux, directeur de recherche à l'Institut de recherche pour le développement. Les multinationales du secteur pharmaceutique délaissent les médicaments les moins rentables sur un marché essentiellement constitué de pays pauvres. L'entreprise française Sanofi a mis fin en 2010 à la production du FAV-Afrique, principal sérum à destination du continent.

### Anciens traitements

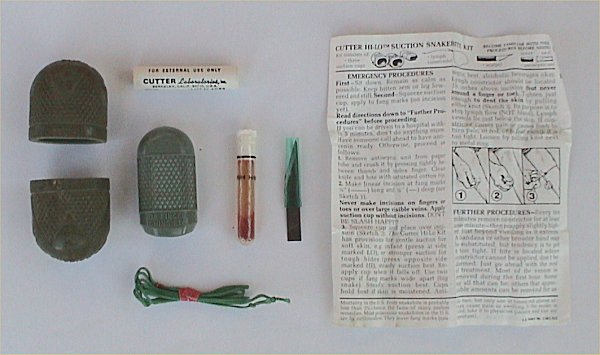
Ancien kit de premiers soins contre les morsures de serpents.

Les traitements exposés ci-dessous ont tous été conseillés à un moment ou à un autre, mais sont maintenant considérés comme inefficaces ou même parfois dangereux. Les cas où ces traitements semblent efficaces sont souvent des morsures sèches.
- L'application d'un garrot sur le membre mordu n'est généralement pas recommandée. Il n'y a pas de preuves convaincantes qu'il soit efficace quand il est utilisé[37]. Les garrots se montrent totalement inefficaces contre les morsures de Crotalus durissus[38], mais certains résultats probants ont été obtenus pour le venin de cobra aux Philippines[39]. Un garrot mal fait est dangereux, et peut réduire voire couper la circulation et entraîner une gangrène[37]. Un bandage de compression est aussi efficace et moins dangereux.
- Entailler la zone mordue, n'est pas recommandé car cela agrandit la plaie et augmente les risques d'infection. On pratiquait de la sorte généralement avant de sucer la plaie.
- Sucer le venin, par la bouche ou par l'intermédiaire d'une pompe, peut exacerber les dommages à l'endroit mordu, et ne fonctionne pas forcément[40]. Une succion commencée trois minutes après la morsure permet de retirer une quantité médicalement insignifiante de venin — moins d'un millième de la quantité injectée – comme il l'a été montré dans des études sur l'homme[41]. Dans une étude portant sur les porcs, la succion n'était pas seulement inefficace mais causait aussi la nécrose de la zone aspirée[42]. Aspirer par la bouche présente aussi un risque d'empoisonnement par la voie orale à travers les muqueuses[43]. Il y a également un risque d'infection de la plaie.
- L'immersion dans l'eau chaude ou le lait aigre, suivie de l'application d'une pierre noire, censée pomper le poison comme une éponge pompe l'eau, cependant cette technique ne fait que retirer le peu de venin qui ne s'est pas encore répandu dans le corps, ce qui ne garantit donc pas de sauver la vie.
- En Haute-Loire on a utilisé des pierres à venin, qui étaient en fait souvent d'anciennes haches polies néolithiques en variolite de l'âge de la pierre polie, qu'on trempait dans de l'eau qui servait pour soigner les morsures de serpents[44],[45].
- L'application de permanganate de potassium.
- L'utilisation d'un électrochoc. Bien que toujours conseillée par certains, des tests sur animaux ont montré que cette pratique était inefficace et dangereuse[46],[47],[48],[49].

Dans des cas extrêmes, où les victimes se trouvaient dans des endroits isolés, ces tentatives de traitement, mal appropriées, ont souvent conduit à des blessures plus graves que celle d'origine. Ainsi des garrots trop serrés ont parfois complètement coupé la circulation et causé la mort du membre, qui a dû être amputé.

## Épidémiologie

### Circonstances
Dans le monde, les morsures de serpent ont principalement lieu l'été, quand les serpents sont actifs et que l'homme passe plus de temps dehors,. Les régions tropicales et agricoles reportent le plus de morsures,. Les victimes sont généralement des jeunes hommes entre 17 et 27 ans,,. Les enfants et les personnes âgées sont les plus fragiles et succombent le plus souvent aux graves morsures,.
Les morsures ont lieu habituellement aux extrémités (main ou pied). Les femmes et les personnes âgées sont le plus souvent mordues au pied par inadvertance, en dérangeant un serpent sans s'apercevoir de sa présence, alors que les morsures à la main sont surtout le fait de gestes intentionnels (chercher à attraper ou manipuler un serpent) par des hommes jeunes trop sûr d'eux.
Aux États-Unis, des serpents venimeux peuvent être gardés comme animaux de compagnie, et des médecins être amenés à traiter des morsures de serpents exotiques importés.

### Principales espèces en cause

Carte montrant la distribution géographique approximative des serpents dans le monde.

Carte montrant la morbidité liée aux morsures de serpents dans le monde.

La plupart des morsures sont causées par des serpents non venimeux. Sur les près de 3 000 espèces de serpents connues dans le monde, 15 % seulement sont considérées comme dangereuses pour l'homme,,. On rencontre des serpents sur tous les continents à l'exception de l'Antarctique. Les serpents les plus dangereux et les plus impliqués dans les morsures mortelles sur l'homme appartiennent aux familles des vipéridés et des élapidés. La famille la plus vaste est celle des colubridés, qui comprend en majorité des espèces non venimeuses mais aussi environ 700 espèces de serpents venimeux, mais seulement cinq genres de cette famille (Dispholidus, Thelotornis, Rhabdophis, Philodryas et Tachymenis) contiennent des espèces potentiellement mortelles pour l'homme, bien qu'elles soient très rarement impliquées dans les morsures.

### Données
Comme il n'est pas obligatoire de reporter les morsures de serpents dans diverses régions du monde, il est très difficile d'estimer leur fréquence au niveau international. Toutefois, on estime que tous les ans 5,4 millions de personnes sont mordues par des serpents, dont 2,5 millions d'envenimations, qui conduisent à environ 125 000 décès. D'autres estimations envisagent entre 1,2 et 5,5 millions de morsures, dont 421 000 à 2 millions d'envenimations et entre 81 000 et 138 000 morts selon les années. Annuellement, 400 000 personnes gardent des séquelles ou des handicaps à vie après une morsure.
Depuis 2019, l'OMS a mis en route un programme visant à diminuer de moitié les décès et handicaps par morsures de serpents dans le monde, d'ici 2030,.
La plupart des envenimations et décès ont lieu en Asie du Sud, en Asie du Sud-Est et en Afrique subsaharienne, avec l'Inde qui reporte le plus de décès liés à des morsures (58 000 morts par an en moyenne entre 2000 et 2019),.
Le continent où le nombre d'envenimations est le plus faible est l'Europe, mais en Australie, où les serpents les plus venimeux sont très présents, les décès par morsure de serpent sont rares. Ce qui indique que le niveau de revenu, l'accessibilité et la qualité du système de santé, dans un pays jouent un rôle déterminant dans les décès par morsure de serpent.

#### Sous-continent indien
Le sous-continent indien est la région de loin la plus touchée au monde, ce qui s'explique par la conjonction de plusieurs facteurs: on y trouve la plus forte densité de population humaine au monde, un fort taux de ruralité de la population travaillant à la campagne donc là où vivent les serpents, des traditions vestimentaires locales où les chaussures et les pantalons sont peu portés, un accès aux soins encore peu performant, et bien sûr la présence d'espèces de serpents très venimeux. 
Sur les près de 300 espèces de serpents que compte l'Inde, seulement 15 peuvent être dangereuses pour l'homme, et la grande majorité des morsures mortelles sont causées par 4 espèces : la vipère de Russell, le cobra indien, l'échide carénée et le bongare indien. Ces espèces étant à la fois les plus répandues à travers le pays et celles qui se sont le mieux adaptées aux habitats transformés et fréquentés par l'homme, les autres serpents venimeux du pays se cantonnant à des habitats plus sauvages et entrent donc moins souvent en contact avec l'homme, ou ont des aires de répartition restreintes. Le bongare fascié, le cobra à monocle, Naja oxiana et la vipère Hypnale hypnale sont localement assez impliquées dans les régions où ces espèces sont présentes.

#### Asie du Sud-Est
En Birmanie 80 % des 1 000 décès annuels sont causés par la vipère de Russell (aujourd'hui divisée en deux espèces : Daboia russelii et Daboia siamensis, la seconde couvrant désormais la majeure partie de ce pays). Certains élapidés comme le cobra commun voire le cobra royal sont fréquents dans les plantations de thé et les vergers. La vipère de Malaisie (un Crotalinae) est responsable du plus grand nombre de morsures mortelles en Thaïlande (quelques dizaines par an).
Dans les plantations d'Asie du Sud-Est on trouve souvent aussi divers petits crotales verts arboricoles du genre Trimeresurus, dont les morsures sont rarement mortelles mais redoutées car leur venin cytotoxique laissent souvent des séquelles invalidantes au niveau des mains qui sont les parties les plus souvent mordues.

#### Afrique
Pour l'année 2020, 42 473 cas de morsures de serpent ont été notifiés à l'OMS par 14 pays de l'Afrique subsaharienne, dont 530 décès dans 9 pays. Cette surveillance épidémiologique est difficile faute d'attention et de moyens : ces données sont très incomplètes et hétérogènes et la charge réelle des morsures de serpents est fortement sous-estimée. Plus de 80 % des victimes de morsure consultent des guérisseurs traditionnels en dehors du système de santé formel, alors que les données précédentes sont fondés sur les cas hospitalisés. L'OMS propose de faire des morsures de serpent une maladie à déclaration obligatoire et d'inclure en priorité des indicateurs sur la prise en charge et les conséquences médico-sociales de ces accidents. Pour avoir une idée de l'importance réelle des morsures de serpents en Afrique, on doit s'en tenir à des estimations approximatives : dans les années 2010 on estime entre 25 000 et 30 000 le nombre de décès par an dans l'ensemble de l'Afrique subsaharienne, pour environ un million de morsures par an.
En Afrique, la vipère heurtante, espèce très répandue, est responsable de la majorité des blessures graves et des cas mortels. Les petites vipères du genre Echis (principalement Echis ocellatus mais aussi Echis leucogaster) sont les plus impliquées en Afrique de l'Ouest,. Les cobras et les mambas viennent loin derrière. Le mamba noir est réputée être le serpent le plus dangereux d'Afrique, voire du monde, mais ses morsures sont peu fréquentes car il est peu abondant et ce serpent réactif et rapide entre moins facilement en contact accidentel avec l'homme que d'autres espèces. Beaucoup de morsures de serpents ont lieu dans des plantations, où vivent diverses proies habituelles des serpents. Les plantations de bananes sont par exemple associées à des vipères comme les Causus, abondantes mais peu dangereuses, tandis que les gommiers et les palmiers attirent des élapidés, notamment les mambas et les cobras. La vipère du Gabon est redoutable mais elle mord rarement, il semble que ce serpent soit relativement peu agressif. Il y a également des colubridés très venimeux en Afrique, comme le boomslang et les Thelotornis, mais leurs morsures sont rares, bien que ces serpents soient communs et fréquentent les zones habitées.

#### Amérique du Sud et centrale
L'Amérique du Sud tropicale a moins de serpents dangereux que l'Asie du Sud. Dans cette partie du monde ce sont les Crotalinés du genre Bothrops et apparentés qui infligent la majorité des morsures mortelles, comme le fer de lance commun et le terciopelo,. Le crotale cascabelle constitue également un danger. Les Lachesis sont les plus grands serpents venimeux sur ce continent mais leurs morsures sont assez rares.

#### Moyen-Orient et Afrique du Nord
Au Moyen-Orient, les serpents sont un peu plus venimeux qu'en Europe mais les décès restent rares, avec environ une centaine de morsures mortelles chaque année. Daboia palaestinae et Macrovipera lebetina sont les espèces les plus souvent impliquées dans les morsures, ainsi que les échides qui sont là aussi très présentes. En Afrique du Nord c'est Daboia mauritanica qui cause le plus grand nombre annuel de victimes. On peut mentionner aussi la présence du cobra égyptien et du cobra d'Arabie, et les vipères du désert des genres Cerastes et Pseudocerastes, qui causent quelques morsures mortelles chaque année.

#### Europe
Bien que l'Europe soit très peuplée, avec une population de 731 millions de personnes, les morsures de serpents ne tuent que 30 personnes par an. Ce faible nombre de décès est fortement lié au bon accès aux soins, mais aussi à la faible dangerosité des espèces présentes dans cette zone. En Europe les serpents responsables d'envenimations sont presque exclusivement des Vipéridés. L'espèce la plus souvent impliquée est la vipère péliade, espèce relativement peu dangereuse mais dont l'aire de répartition couvre la majeure partie de l'Europe. Dans certains pays d'autres espèces proches, et dont le niveau de dangerosité est similaire, sont plus impliquées car plus communes, comme la vipère ammodyte dans les Balkans et la vipère aspic en France et en Italie. La vipère de Lataste qui peuple la péninsule Ibérique est très peu dangereuse et les décès par morsures de serpents sont quasiment inexistants en Espagne et au Portugal depuis plus d'un demi-siècle. Deux espèces sont bien plus dangereuses, mais elles sont rarement impliquées du fait de leurs distributions très restreintes en Europe : la vipère ottomane dans l'est des Balkans et les îles égéennes, et la vipère lébétine présente uniquement dans quelques îles grecques.

#### Amérique du Nord
Parmi les 120 espèces de serpents connues en Amérique du Nord, seules 20 sont venimeuses pour l'homme. Celles-ci appartiennent exclusivement à la famille des vipéridés et des élapidés. Toutefois, aux États-Unis, tous les États, à l'exception du Maine, de l'Alaska et d'Hawaii abritent au moins une espèce venimeuse. La plupart des morsures mortelles du pays sont délivrées par le crotale diamantin et le crotale du Texas. Par ailleurs, la majorité des morsures ont lieu dans la partie sud-ouest du pays, où les populations de serpent à sonnette sont les plus importantes. La Caroline du Nord a la fréquence de morsure la plus élevée, avoisinant 19 morsures pour 100 000 personnes. La moyenne nationale est de 4 morsures pour 100 000 personnes.

#### Australie
En Australie, le seul continent où les espèces venimeuses sont majoritaires, le taïpan côtier, et surtout le serpent-tigre et le serpent brun commun infligent la plupart des morsures venimeuses,, le dernier étant responsable de presque 60 % des décès liés aux morsures de serpents. Bien que les serpents australiens soient très venimeux, la très faible densité de population humaine, le mode de vie occidental, et l'accès très large aux antivenins rendent les morsures et les décès très rares, avec seulement quelques morts par an. Le serpent au venin le plus toxique du monde, le taïpan du désert, vit en Australie, mais étant réparti dans les régions les plus dépeuplées, il y a très peu de cas répertoriés de morsures ayant impliqué cette espèce.

#### Pacifique
Les serpents terrestres sont absents de la plupart des îles du Pacifique, toutefois, les serpents marins sont communs dans l'océan Indien et l'océan Pacifique, mais absents de l'océan Atlantique, de la mer des Caraïbes, la Méditerranée ou la mer Rouge. Alors que la majorité des espèces vivent près des côtes ou dans des récifs de coraux, le pélamide peut être rencontré en pleine mer. Plus de la moitié des morsures de serpents de mer, qui ne sont généralement pas agressifs, ont lieu lorsque les pêcheurs tentent de retirer des serpents qui se sont pris dans leurs filets,. Les symptômes peuvent apparaître dans les cinq minutes comme dans les huit heures, suivant l'espèce et la zone du corps mordue. Bien que les serpents de mer soient fortement venimeux, environ 80 % des morsures se révèlent être des morsures sèches,. La découverte de l'antivenin et les progrès de la médecine ont permis de réduire les blessures mortelles à seulement 3 % des cas.

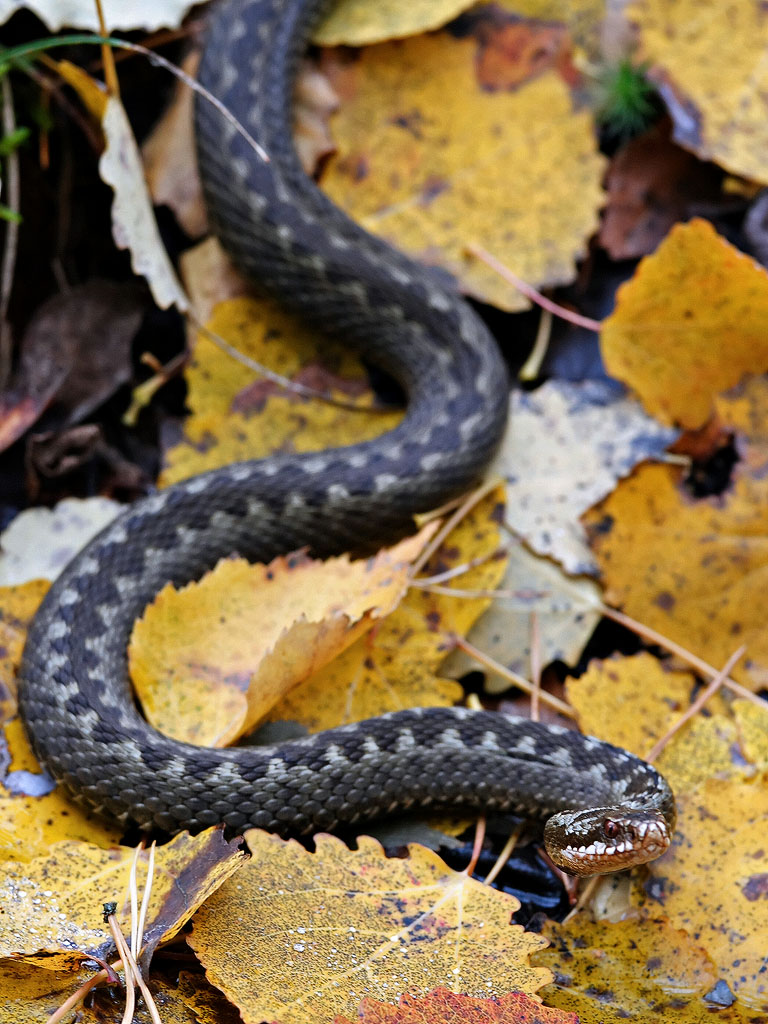
Les morsures causées par la vipère péliade, très répandue à travers l'Europe et la Russie, sont peu courantes et rarement mortelles.
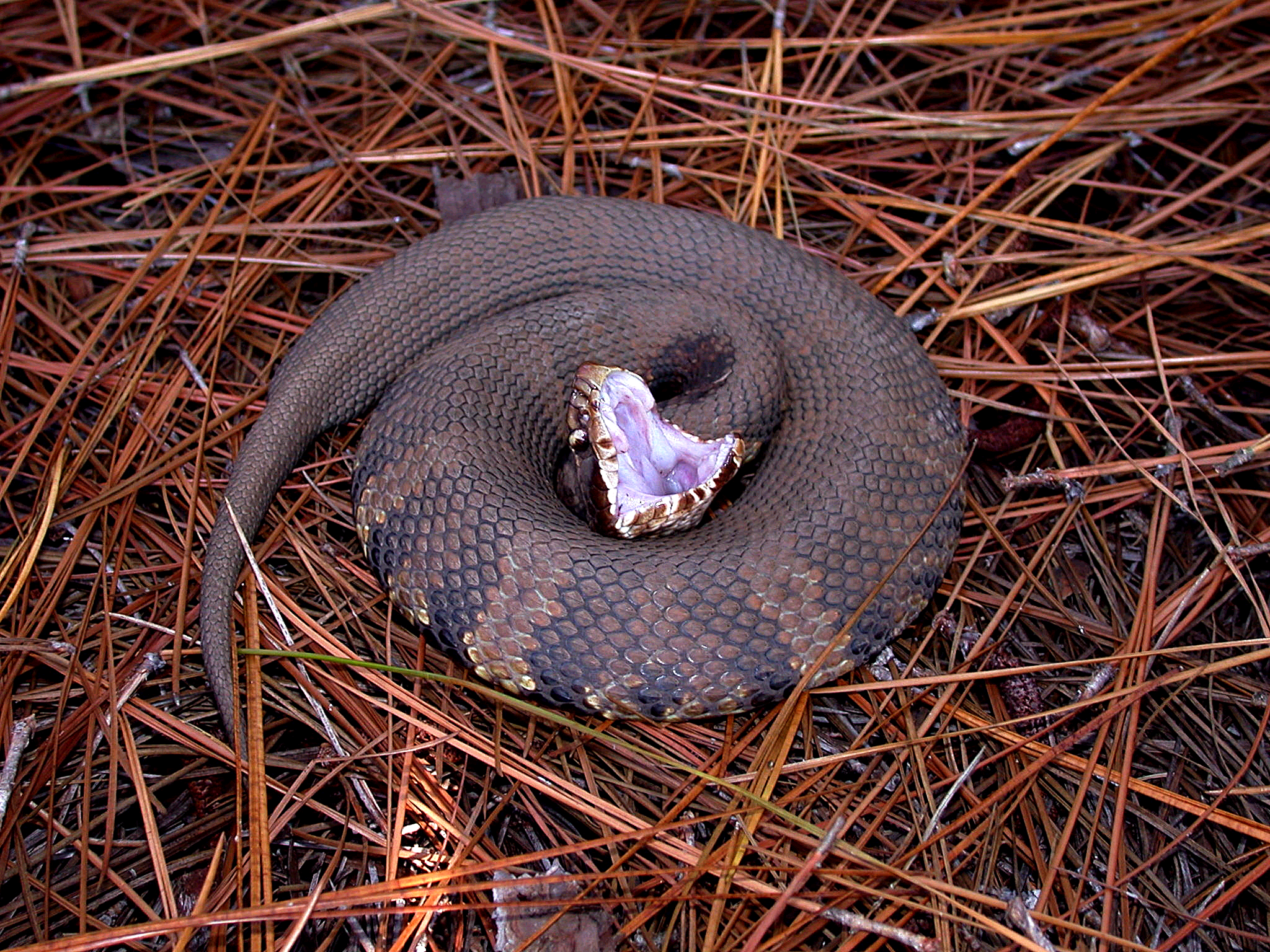
Surpris, les serpents peuvent prendre une posture défensive, comme ce mocassin d'eau, et montrer leurs crochets de manière menaçante.
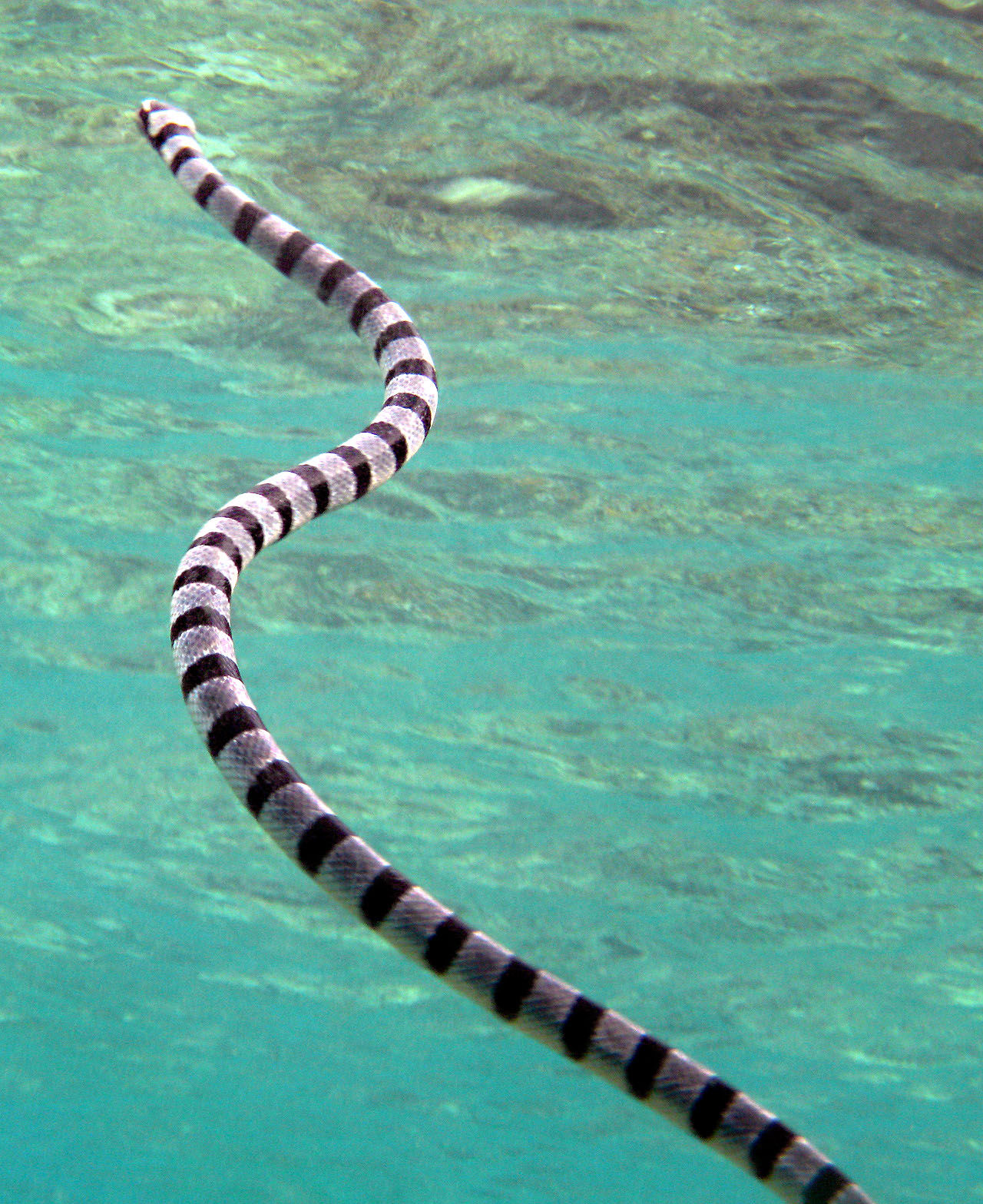
Laticauda colubrina, farouche et extrêmement venimeux, est commun dans les eaux de l'océan Indien et de l'océan Pacifique.

## Société et culture

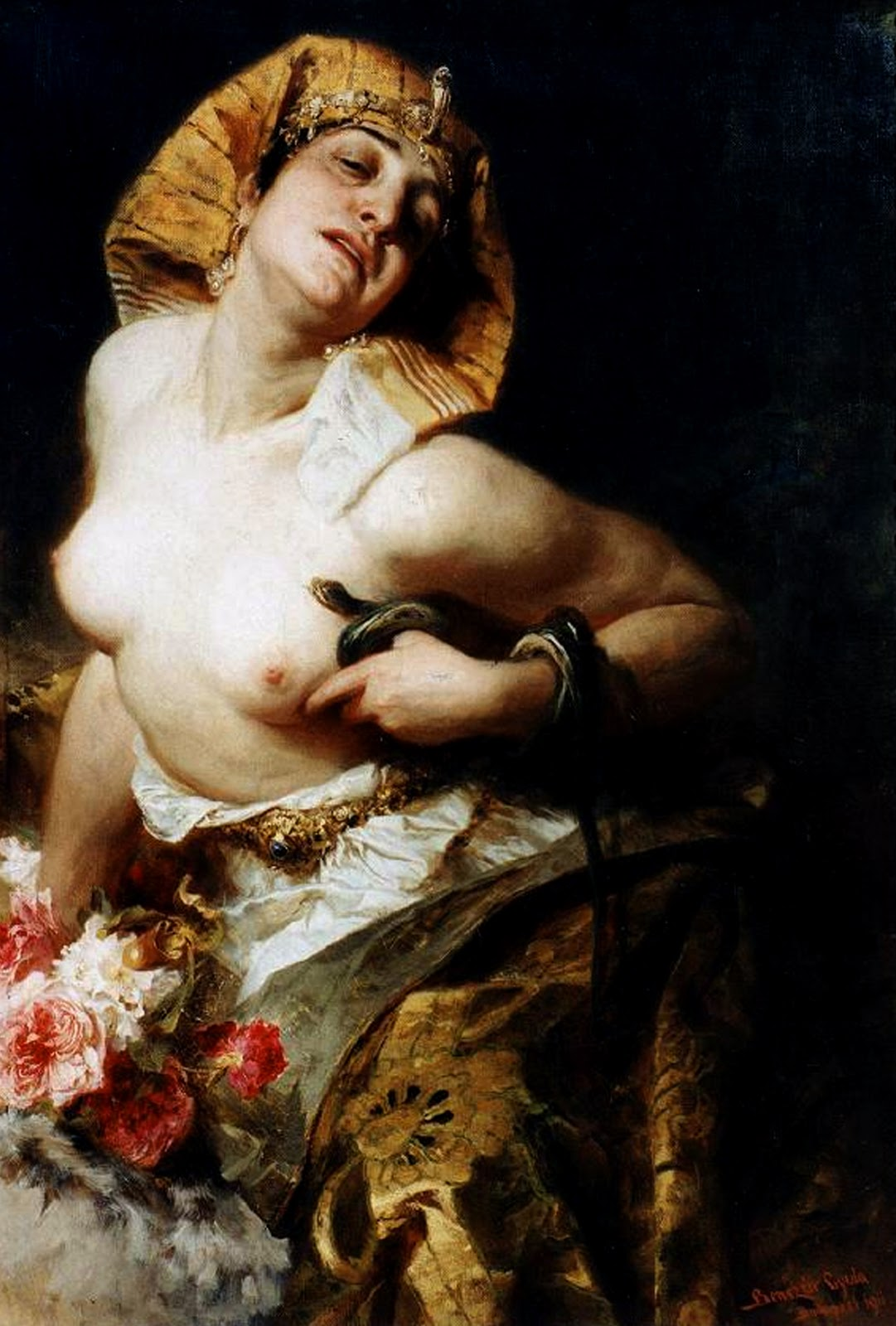
Selon la légende, Cléopâtre VII s'est suicidée en se faisant mordre par un serpent à son sein gauche, ainsi que le représente cette toile de 1911 du peintre hongrois Gyula Benczúr.

Les serpents étaient à la fois révérés et craints dans les anciennes civilisations. Les anciens égyptiens ont prescrit des traitements contre les morsures de serpent dès la XIIIe dynastie égyptienne, comme en témoigne le papyrus de Brooklyn, qui décrit au moins sept espèces de serpents venimeux communs dans la région aujourd'hui, comme les vipères cornues du genre Cerastes. Dans le judaïsme, le Nehushtan est une perche avec un serpent en cuivre enroulé autour, similaire au bâton d'Asclépios. Cet objet sacré avait la réputation de pouvoir soigner les morsures causées par les serpents qui infestaient alors les déserts, les victimes n'ayant qu'à le toucher pour être sauvés d'une mort imminente.
Historiquement, les morsures de serpent sont considérées comme un moyen d'exécution par certaines cultures. Au Moyen Âge, une des méthodes utilisées pour exécuter une personne condamnée à mort était de la jeter dans une fosse pleine de serpents, la personne décédant des multiples morsures venimeuses qu'elle subissait. Une forme d'exécution similaire existait dans le sud du Han durant la Période des Cinq Dynasties et des Dix Royaumes de Chine, et en Inde. La morsure de serpent était également une forme de suicide, notamment utilisée par la reine égyptienne Cléopâtre VII, qui serait morte de la morsure d'un aspic — ou plus vraisemblablement un cobra égyptien, — après avoir appris la mort de Marc-Antoine. Dans le roman d'Antoine de Saint-Exupéry, c'est également la mort choisie par le Petit Prince, « pour rejoindre son étoile ».
L'introduction d'un serpent venimeux à proximité d'une personne pour la tuer est une méthode de meurtre bien présente dans la fiction comme dans Le Ruban moucheté d'Arthur Conan Doyle, mais de telles situations n'ont été reportées qu'à de très rares reprises en réalité,,. On pense que Boris III de Bulgarie, allié de l'Allemagne nazie durant la Seconde Guerre mondiale, a été tué par du venin de serpent, mais il n'y a pas de preuves formelles. Au moins un cas de suicide par morsure de serpent a été enregistré dans la littérature médicale, avec une morsure à la main par une vipère heurtante.